# Georges-Antoine Rochegrosse

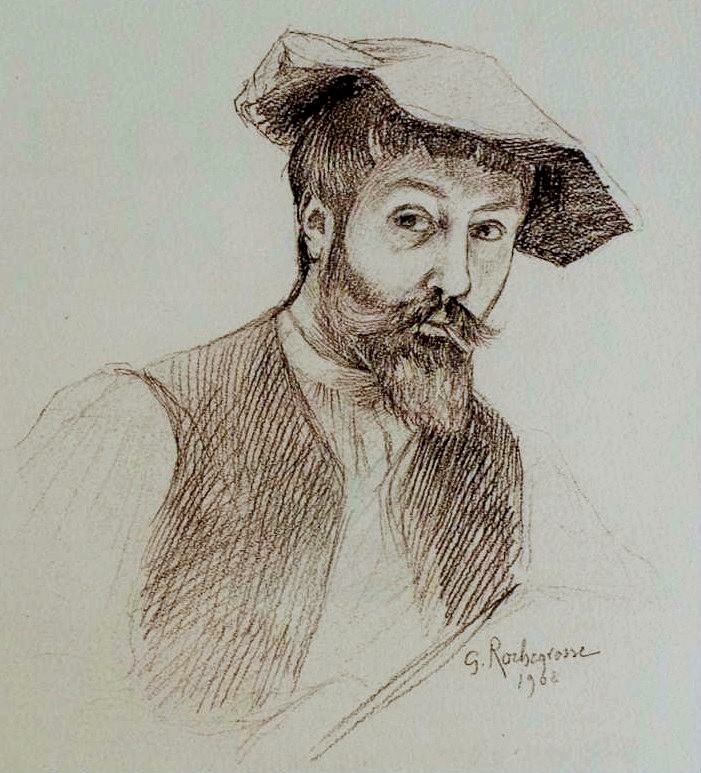
Rochegrosse, autoritratto del 1908

Georges-Antoine Rochegrosse (Versailles, 2 agosto 1859 – Algeria, 1938) è stato un pittore e illustratore francese.

## Biografia
Studiò pittura con Alfred Dehodencq e poi entrò nell'Académie Julian, negli atelier di Jules Joseph Lefebvre e Gustave Boulanger, passando infine all'École nationale supérieure des Beaux-Arts. Partecipò, senza successo, ai Prix de Rome del 1880 e del 1881, e al Salon del 1882, dove fu premiato. L'anno dopo ottiene una borsa per effettuare un viaggio di studi.
Illustrò anche diverse edizioni letterarie: l'Odissea,  il Satyricon, l'Orestea di Eschilo, L'uomo che ride e I miserabili di Victor Hugo, l'Akëdysseril di Villiers de l'Isle-Adam, le Princesses di Théodore de Banville, il Salammbô e l'Hérodias di Gustave Flaubert e ancora Charles Baudelaire, Théophile Gautier e Anatole France.

### L'Algeria

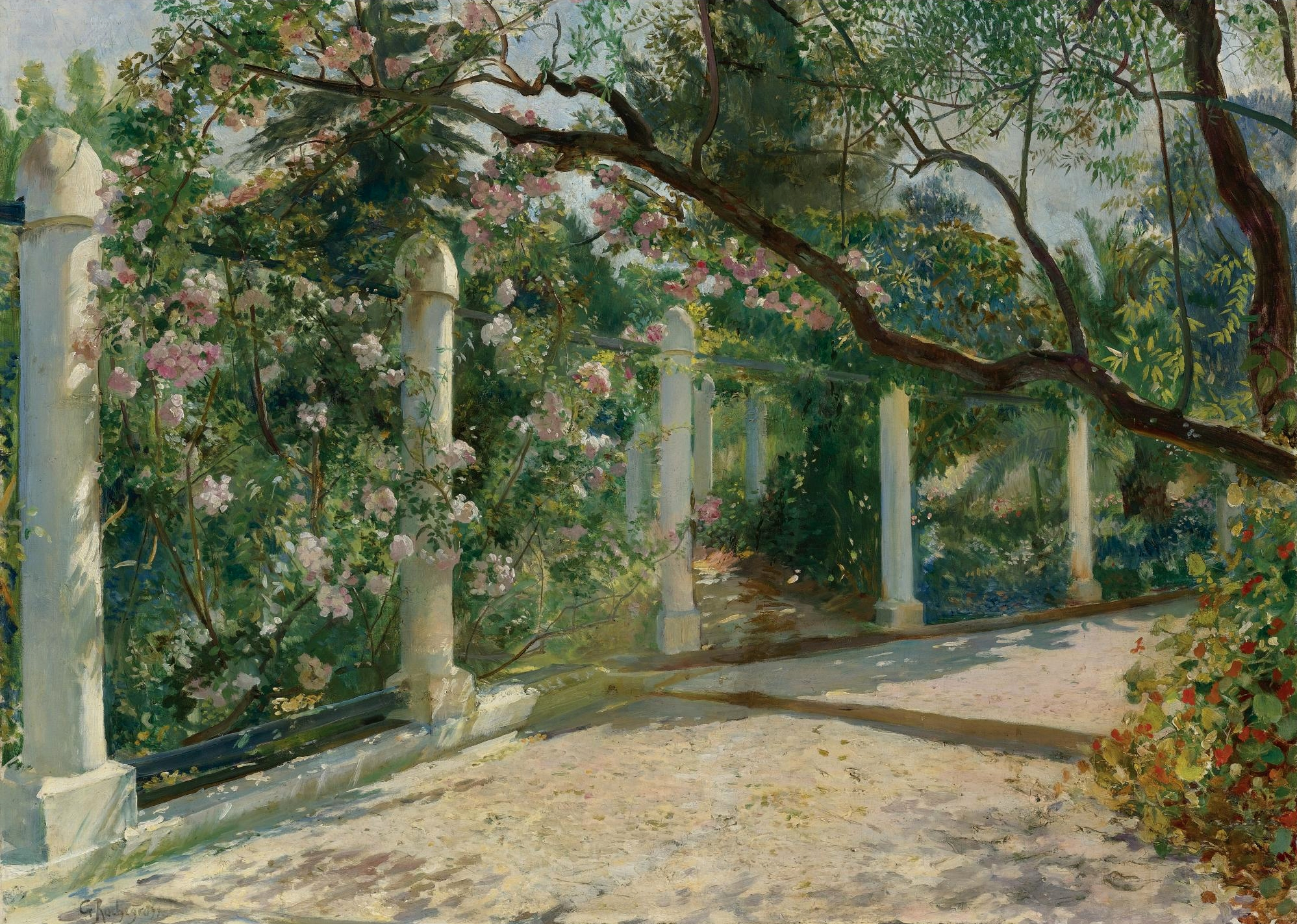
Mandorli ad Algeri

Scoprì l'Algeria nel 1894 e si stabilì definitivamente a El-Biar, presso Algeri nel 1900, con la moglie Marie Leblond, che morì nel 1920 per una malattia contratta nell'ospedale d'Algeri dove lavorava come infermiera; ogni estate Rochegrosse si recava a Parigi, poiché faceva parte del collegio giudicante le opere da esporre al Salon. Fu ammirato da Théodore de Banville - suo patrigno, avendo sposato la madre Marie-Elisabeth Bourotte, vedova Rochegrosse, il 15 febbraio 1875 - il quale gli dedicò una poesia della sua raccolta Les exilés.

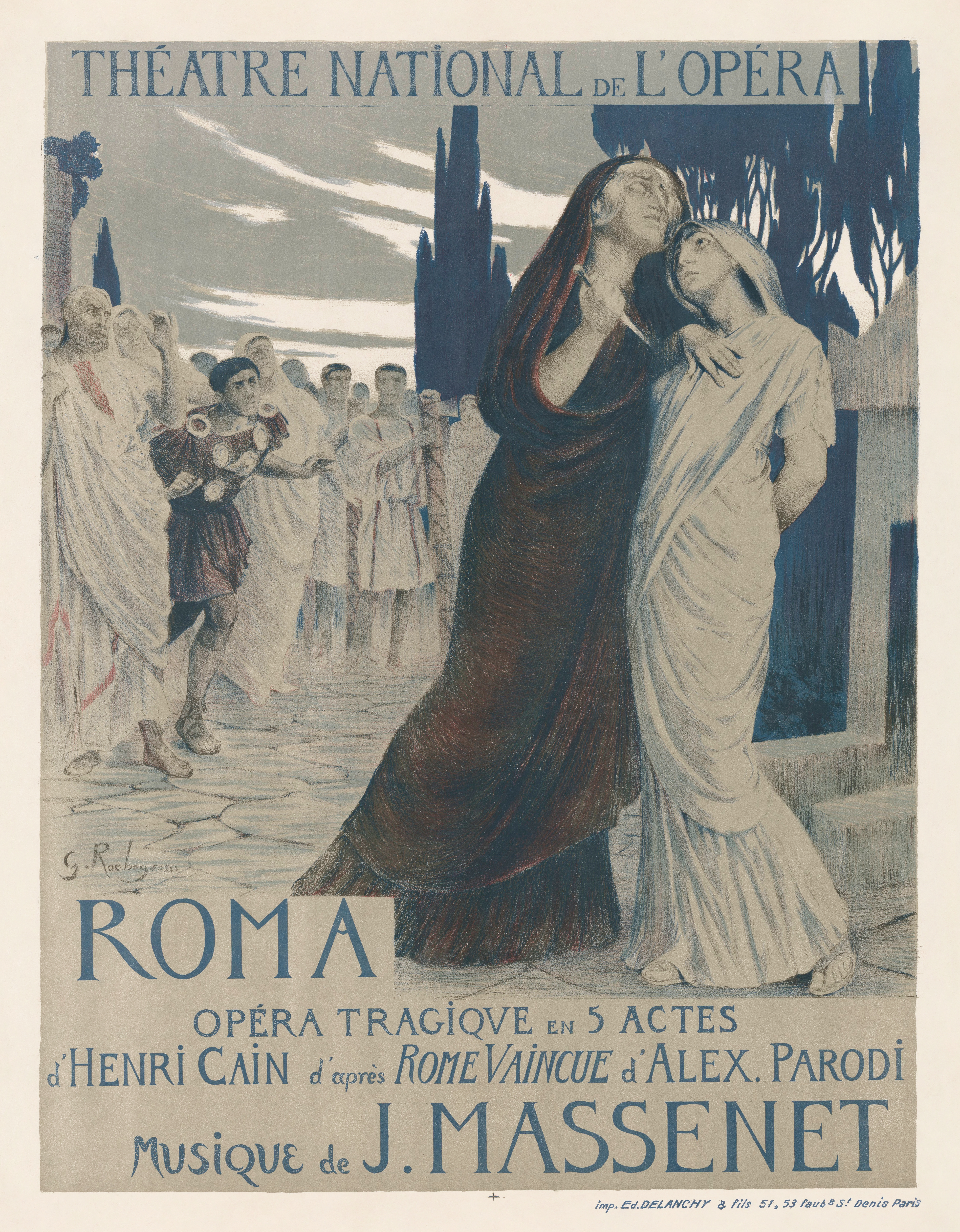
Manifesto di Rochegrosse

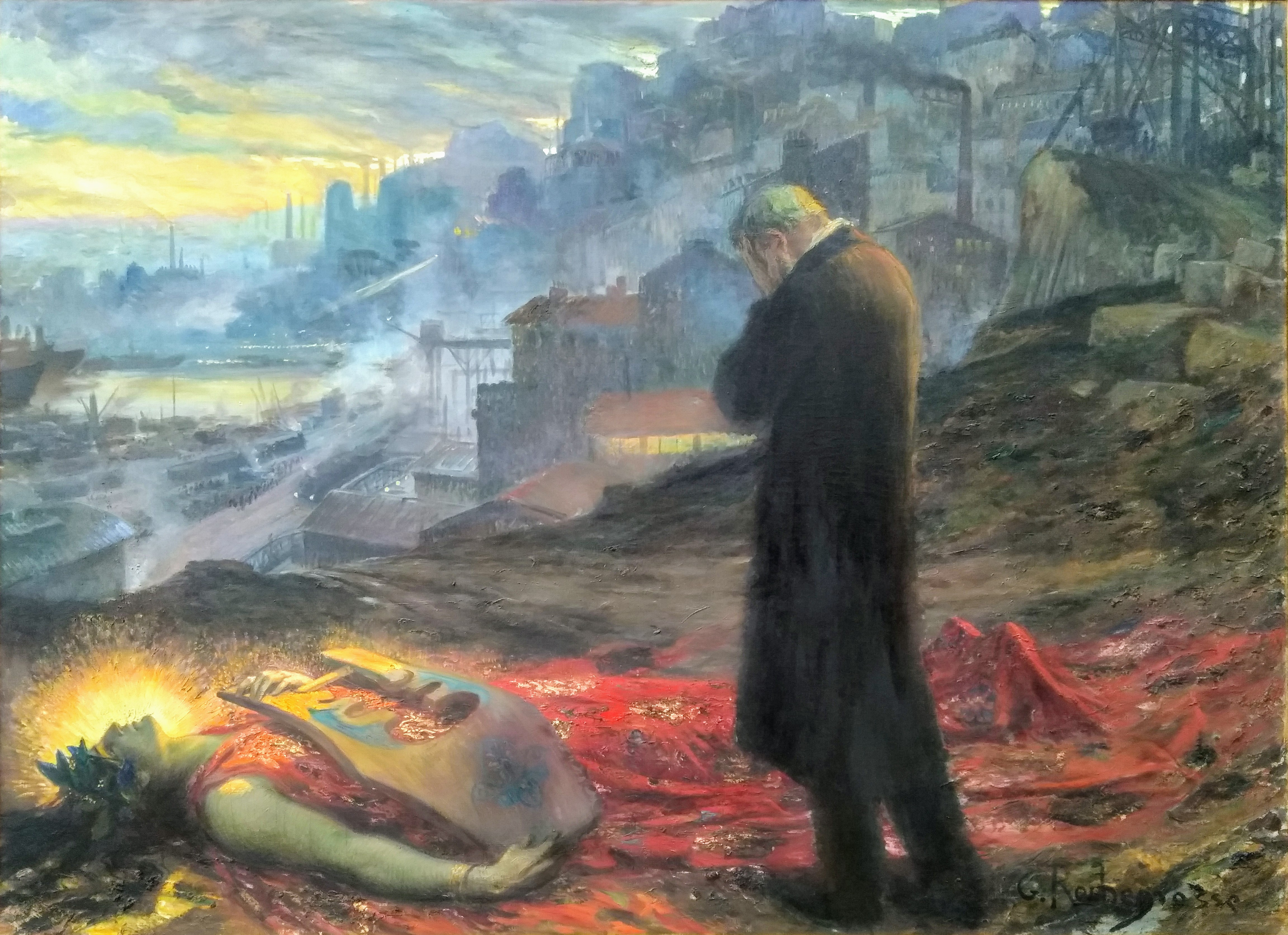
La morte della porpora

Ottenne ancora, in Francia, diversi successi, come la medaglia di bronzo all'Esposizione universale del 1889 e quella d'oro nell'Esposizione del 1899, e nel 1892 fu nominato cavaliere e poi, nel 1910, ufficiale della Légion d'honneur. Fu professore dell'Accademia di pittura di Algeri, dove insegnò a una generazione di pittori orientalisti, come Paul Nicolai, José Ortega, Alexandre Rigotard e Marcel Rousseay-Virlogeux.
All'inizio della carriera Rochegrosse fu essenzialmente un pittore di storia, poi, scoperta l'Algeria, un orientalista e alla fine, dopo la morte della moglie, figlia di Théodore de Banville, un pittore di soggetti religiosi. Egli è uno degli ultimi rappresentanti della pittura accademica, con quadri quali  Andromaca, 1883, Musée des Beaux-Arts di Rouen, La follia di Nabuccodonosor, 1883, Musée des Beaux-Arts di Lilla, Il cavaliere dei fiori (Musée d'Orsay), titolato dall'autore Il predestinato, rivestito della simbolica armatura d'argento, va verso l'Idea, incurante dei richiami della Vita, del 1894, ispirato al mito di Parsifal.
Abitò e lavorò nella casa detta Chaptal, a Parigi, che ospitò poi il Teatro del Grand Guignol. Tutta la sua collezione personale, composta di 110 dipinti e 250 disegni e acquerelli, fu venduta fu a un'asta il 14 giugno 1993.

## Bibliografia

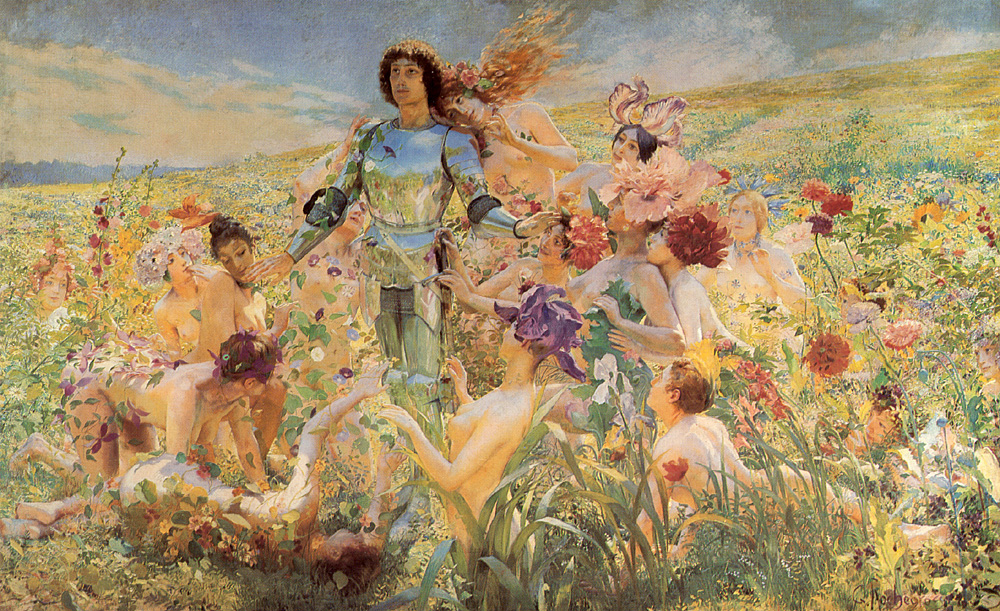
Il Cavaliere dei fiori (Musée d'Orsay, 1894)